# ...In einer Zukunft aus Tränen und Stahl
...In einer Zukunft aus Tränen und Stahl (alem. "...en un futuro de lágrimas y acero") es el segundo álbum de estudio de la banda austríaca de darkwave L'Âme Immortelle.

## Lista de canciones original
1. "Dusk Embraces Lonliness" - 4:31
2. "Love Is Lost" - 5:38
3. "Innocent Guilt" - 5:48
4. "Bitterkeit" - 4:56
5. "Will You?" - 5:32
6. "To Everlasting Oblivion" - 4:07
7. "Aus Tränen Und Stahl" - 4:25
8. "Place of Refuge" - 5:24
9. "Beyond Your Borrowed Dreams" - 5:36
10. "My Guide" - 4:58
11. "The Immortal Part" - 4:56
12. "Beyond Your Borrowed Dreams (overloaded)" - 5:11

## Lista de canciones para Estados Unidos
1. "Dusk Embraces Lonliness"
2. "Love Is Lost"
3. "Innocent Guilt"
4. "Bitterkeit"
5. "Will You?"
6. "To Everlasting Oblivion"
7. "Aus Tränen Und Stahl"
8. "Place of Refuge"
9. "Beyond Your Borrowed Dreams"
10. "My Guide"
11. "The Immortal Part"
12. "Echoes" (Bonus Track)
13. "No Trust" (Bonus Track)

- Datos: Q4545096